# Kleinostheim
Kleinostheim – miejscowość i gmina w Niemczech, w kraju związkowym Bawaria, w rejencji Dolna Frankonia, w regionie Bayerischer Untermain, w powiecie Aschaffenburg. Leży około 6 km na północny zachód od centrum Aschaffenburga, nad Menem, przy drodze B8 i linii kolejowej Frankfurt – Würzburg - Monachium.

## Dzielnice
W skład gminy wchodzą następujące dzielnice: Kleinostheim, Waldstadt, Industriegebiet West i Wingert

## Polityka
Wójtem jest Hubert Kammerlander (bazpartyjny). Rada gminy składa się z 20 członków:
|      | CSU | SPD | Wolni Wyborcy | Razem     |
| 2002 | 12  | 5   | 3             | 20 miejsc |